# Nemanja
Nemanja ist ein männlicher Vorname serbischer Herkunft. 

## Namensträger
- Nemanja Aleksandrov (* 1987), serbischer Basketballspieler
- Nemanja Belaković (* 1997), serbischer Fußballspieler
- Nemanja Beloš (* 1994), serbisch-österreichischer Handballspieler
- Nemanja Bjelica (* 1988), serbischer Basketballspieler
- Nemanja Celic (* 1999), österreichischer Fußballspieler
- Nemanja Dragaš (* 1992), serbischer Dichter und Filmproduzent
- Nemanja Džodžo (* 1986), serbischer Fußballtorwart
- Nemanja Glavčić (* 1997), serbischer Fußballspieler
- Nemanja Gordić (* 1988), bosnischer Basketballspieler
- Nemanja Gudelj (* 1991), serbischer Fußballspieler
- Nemanja Ilić (Handballspieler) (* 1990), serbischer Handballspieler
- Nemanja Ilić (Fußballspieler) (* 1992), serbischer Fußballspieler
- Nemanja Isaković (* 1997), serbischer E-Sportler
- Nemanja Janković (* 1988), serbischer Eishockeyspieler
- Nemanja Kojić (* 1990), serbischer Fußballspieler
- Nemanja Košarac (* 1989), bosnischer Biathlet
- Nemanja Kovač (* 1996), bosnischer E-Sportler
- Nemanja Kusturica (* 1954), serbisch-französischer Filmregisseur
- Nemanja Lakić-Pešić (* 1991), serbischer Fußballspieler
- Nemanja Majdov (* 1996), serbischer Judoka
- Nemanja Maksimović (* 1995), serbischer Fußballspieler
- Nemanja Malović (* 1991), montenegrinischer Handballspieler
- Nemanja Matić (* 1988), serbischer Fußballspieler
- Nemanja Mihajlović (* 1996), serbischer Fußballspieler
- Nemanja Miletić (Fußballspieler, Juli 1991) (* 1991), serbischer Fußballspieler
- Nemanja Motika (* 2003), serbisch-deutscher Fußballspieler
- Nemanja Milisavljević (* 1984), serbischer Fußballspieler
- Nemanja Milojević (* 1998), griechischer Fußballspieler
- Nemanja Milunović (* 1989), serbischer Fußballspieler
- Nemanja Mirosavljev (* 1970), serbischer Sportschütze
- Nemanja Mladenović (* 1994), serbischer Handballspieler
- Nemanja Nadjfeji (* 2000), deutscher Basketballspieler
- Nemanja Nedović (* 1991), serbischer Basketballspieler
- Nemanja Nešić (1988–2012), serbischer Ruderer
- Nemanja Nikolić (Fußballspieler, 1988) (* 1988), montenegrinischer Fußballspieler
- Nemanja Nikolics (* 1987), ungarischer Fußballspieler
- Nemanja Obradović (* 1991), serbischer Handballspieler
- Nemanja Pejčinović (* 1987), serbischer Fußballspieler
- Nemanja Pribak (* 1984), serbisch-mazedonischer Handballspieler
- Nemanja Protić (* 1986), serbischer Basketballspieler
- Nemanja Radoja (* 1993), serbischer Fußballspieler
- Nemanja Radojević (* 1992), serbischer Fußballspieler
- Nemanja Radonjić (* 1996), serbischer Fußballspieler
- Nemanja Radulović (* 1985), serbischer Geiger
- Nemanja Rnić (* 1984), serbischer Fußballspieler
- Nemanja Stojanović (* 1994), serbischer Fußballspieler
- Nemanja Tomić (* 1988), serbischer Fußballspieler
- Nemanja Vidić (* 1981), serbischer Fußballspieler
- Nemanja Vučićević (* 1979), serbischer Fußballspieler
- Nemanja Vučurević (* 1991), serbischer Eishockeyspieler
- Nemanja Zelenović (* 1990), serbischer Handballspieler
- Nemanja Žikić (* 2000), serbischer Fußballspieler

### Nemanjiden
- Stefan Nemanja (1113–1200), serbischer Großžupan
- Stefan Nemanjić (1165–1227), auch Stefan II. Nemanja, serbischer Großžupan